# Леонид Кучук
Леонид Кучук (на беларуски: Леанід Станіслававіч Кучук) е бивш беларуски футболист и настоящ треньор по футбол.

## Кариера

### Кариера като футболист
Кучук е продукт на ДЮШ на Торпедо Минск, но първия му професионален тим е Динамо Минск. След като през сезон 1979/80 не записва нито един мач, Кучук напуска в посока втородивизионния Гомселмаш, където играе в продължение на осем години. От 1989 до 1991 е играч на КИМ Витебск, като едновременно с това е и помощник-треньор. След разпадането на СССР, Кучук продължава кариерата си в новосформираното беларуско пъревнство, ставайки част от Молодечно. От 1995 до 1997 година е играч на Атака Минск, а през 1998 завършва активната си кариера в дубъла на Динамо Минск.

### Кариера като треньор
След като приключва активната си спортна дейност, Кучук става треньор на дубъла на Динамо Минск, където по-рано завършва кариерата си, но е уволнен след само два мача начело, в които регистрира две загуби с общ резултат 0:8. След това води Молодечно, с чиито тим завършва на предпоследната 14-а позиция в класирането. През 2003 е помощник-треньор в Локомотив Минск.
От 2004 до 2010 година оглавява молдовския Шериф, където постига първите си успехи в треньорството. С тима от Тираспол става шампион на Молдова 6 поредни пъти и вдига Купата на Молдова през три сезона. През сезон 2007/08 не допуска нито една загуба в първенството, а през сезон 2009/10 се превръща в първия молдовски тим, достигнал до Груповата фаза на ЕКТ. Напуска молдовския клуб през януари 2010 г.
През май 2010 г. поема Салют Белгород, но три месеца по-късно е уволнен, след като записва 9 загуби в първите си 14 мача начело.
През юни 2011 година е назначен за треньор на Арсенал Киев. В дебютния си сезон извежда отбора от украинската столица до историческо първо участие в ЕКТ, където впоследствие печели всичките си мачове, но отпада поради употреба на нередовен играч. След отпадането основният спонсор на тима се оттегля, и на 1 януари 2013 г. Кучук напуска.
Осем дни по-късно е обявен за наставник на руския Кубан. Воденият от Кучук състав не допуска нито една загуба в пролетния дял на първенството, с което заема 4-та позиция във финалното класиране, даващо право на участие в груповата фаза на Лига Европа. Напуска след края на сезона поради несъгласия с клубното ръководство.
На 16 юни 2013 г. е обявен за треньор на Локомотив Москва. През кампания 2013/14 извежда Московските железничари до трето място в първенството, което е най-доброто постижение на тима от 2006 г. В началото на сезон 2014/15 е отстранен от работа поради конфликт с клубното ръководство.
На 17 ноември 2014 година се завръща начело на Кубан, подписвайки договор за две години. Извежда тима до Финал за Купата на Русия, където губи от бившия си тим – Локомотив с 1:3. След края на сезона се разделя с отбора по взаимно съгласие.
От 15 януари до 6 юни 2017 г. води украинския Стал.
От 9 юни до 6 декември 2017 г. е старши треньор на Ростов.

## Успехи

### Като треньор
Шериф Тираспол
- Шампион на Молдова (6): 2003/04, 2004/05, 2005/06, 2006/07, 2007/08, 2008/09
- Носител на Купата на Молдова (3): 2005/06, 2007/08, 2008/09
- Носител на Суперкупата на Молдова (3): 2004, 2005, 2007
- Носител на Купата на общността (1): 2009

 Локомотив Москва
- Бронзов медалист от руското първенство (1): 2013/14

 Кубан
- Финалист за Купата на Русия (1): 2014/15